# Transamerica Pyramid
Il Transamerica Pyramid è un grattacielo di San Francisco, nonché uno dei simboli contemporanei più riconoscibili della città californiana insieme al Golden Gate Bridge; esso è il principale edificio del complesso Transamerica Pyramid Center, costituito anche da un fabbricato più basso di circa venti piani e dal circostante Redwood Park.
Nei primi anni dal suo completamento è stato il grattacielo più alto della costa occidentale degli Stati Uniti d'America ma nel 1974 è stato superato dall’Aon Center di Los Angeles.

## Storia

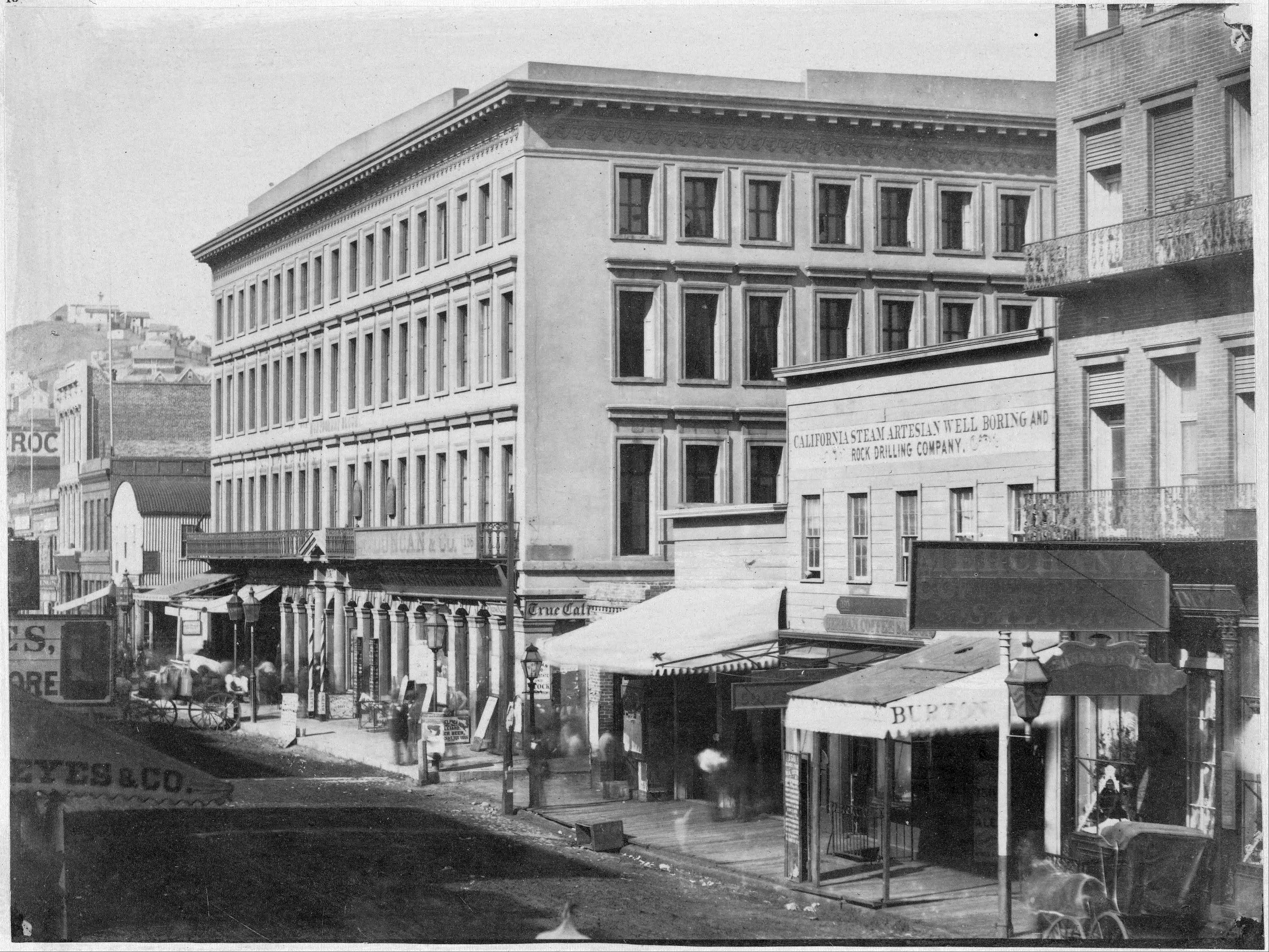
Il Montgomery Block in un'immagine di inizio Novecento

L'area su cui sorge il Transamerican Pyramid Center è denominata Montgomery Block poiché in origine comprendeva l'omonimo e grande fabbricato di quattro piani edificato nel 1853, noto per essere stato il primo edificio ignifugo e antisismico della città in cui ebbero sede illustri studi professionali e attività commerciali; esso fu demolito nel 1959 lasciando libero il vasto lotto dove sorsero la Transamerican Pyramid e alcuni altri edifici confinanti.
Il progetto della nuova sede della Transamerica Corporation fu commissionato all’architetto americano William Pereira nel 1967 da John R. Beckett, l'allora amministratore delegato della Transamerica Corporation, azienda fondata da Amadeo Giannini nel 1928. Nel 1968, quando il progetto venne reso pubblico, suscitò alcune perplessità e non riscosse molto entusiasmo, tuttavia le sue forme inattese e futuristiche furono apprezzate dal committente e dal sindaco Joseph Alioto.
Le controversie continuarono anche durante la sua costruzione che ebbe inizio nel 1969, tanto che l'architetto americano John Pastier criticò duramente il progetto in un articolo pubblicato sul Los Angeles Times. Malgrado le polemiche il cantiere si concluse nel 1972, con un costo complessivo di $ 32.000.000. Superando il 555 California Street, l'edificio divenne il grattacielo più alto di San Francisco e della costa occidentale degli Stati Uniti d'America ma perdette questo primato nel 1974, pur continuando a essere l’edificio più alto di San Francisco fino al 2017, anno del completamento della Torre Salesforce.
Probabilmente i molteplici dubbi sull'estetica dell'edificio si placarono quando, nel 1989, la Transamerican Pyramid risultò completamente illesa a seguito del forte sisma che colpì la città.
Dopo essere stato acquisito dalla GE Capital che acquistò la Transamerican Corporation e a seguito di svariati altri passaggi di proprietà, l’intero edificio è stato acquistato nel 1999 dalla compagnia assicurativa olandese Aegon, pur mantenendo il nome originario.
Nel 2009, dopo una completa ristrutturazione, al Transamerica Pyramid Center è stato assegnato il riconoscimento LEED Platinum da parte del Green Building Council per le sue pratiche in materia di sostenibilità ambientale, compresi il risparmio energetico, l'efficienza idrica, la riduzione delle emissioni inquinanti e la migliore qualità ambientale interna.
L’edificio è ormai uno dei tratti distintivi del panorama della città e uno dei riferimenti più caratteristici del Financial District ed è stato inserito nella lista dei grattacieli più alti del mondo, inoltre è censito come California Historical Landmark.

## Descrizione

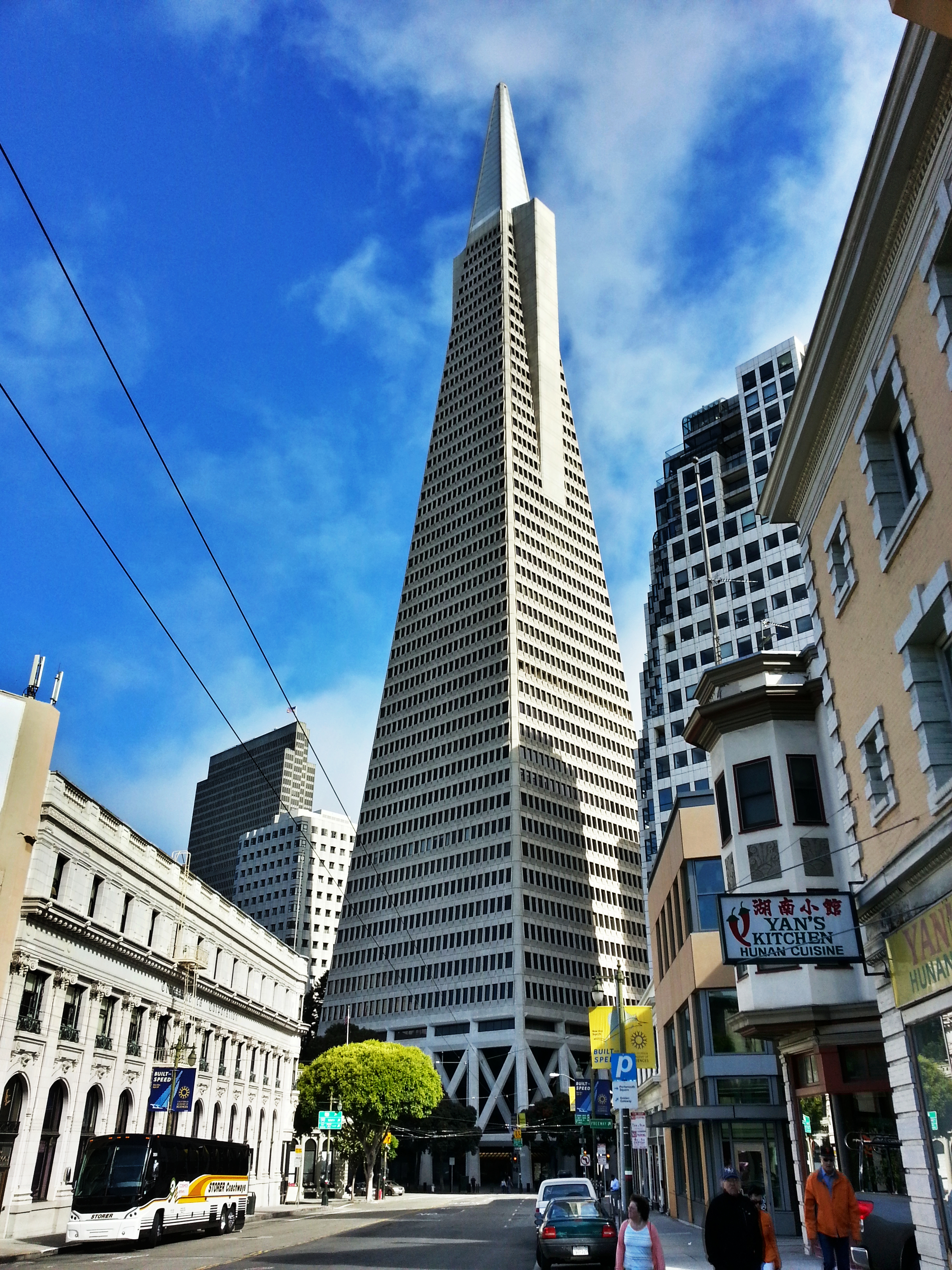
Una veduta da Columbus Avenue

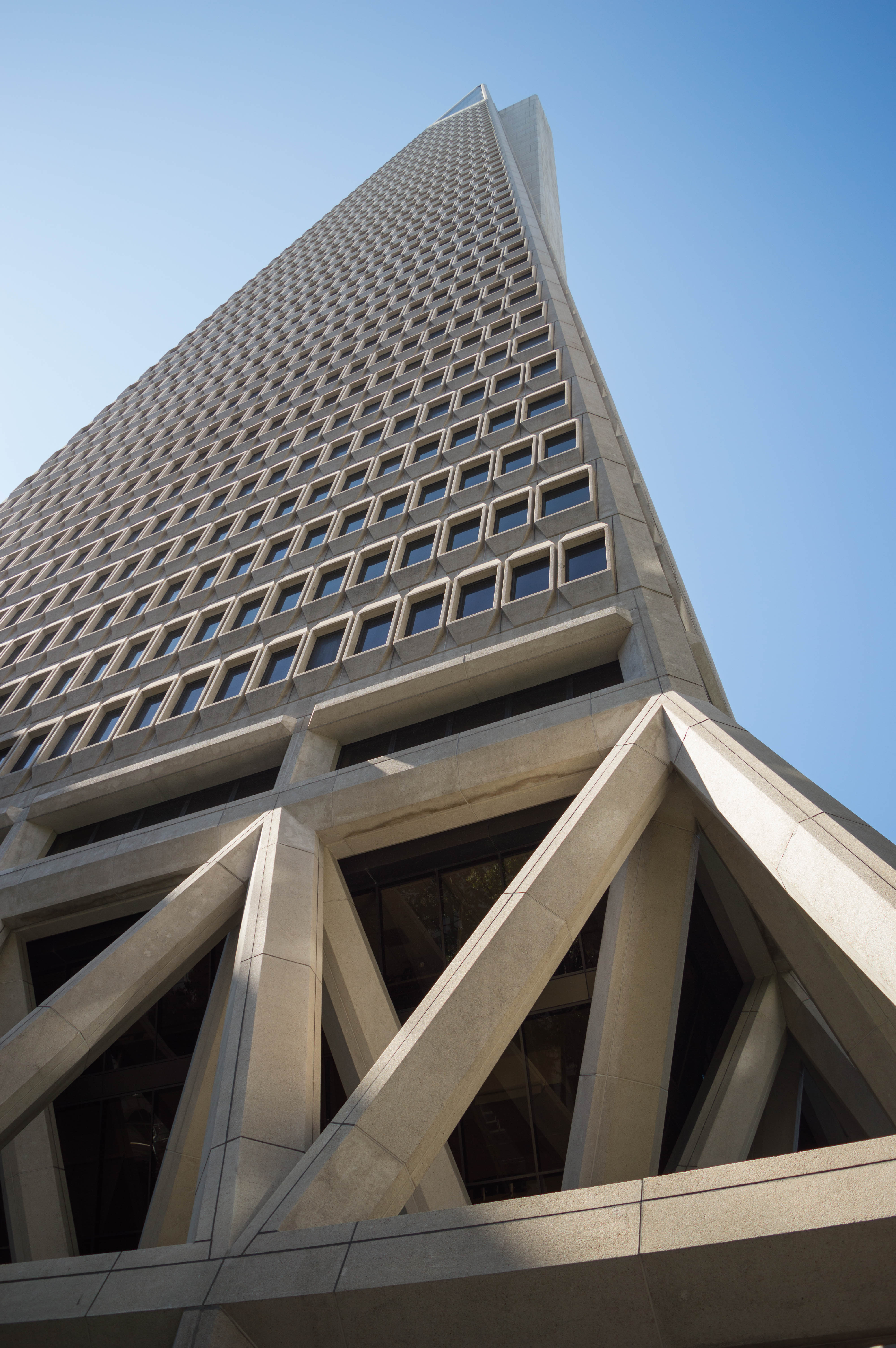
Un dettaglio della struttura a traliccio del basamento

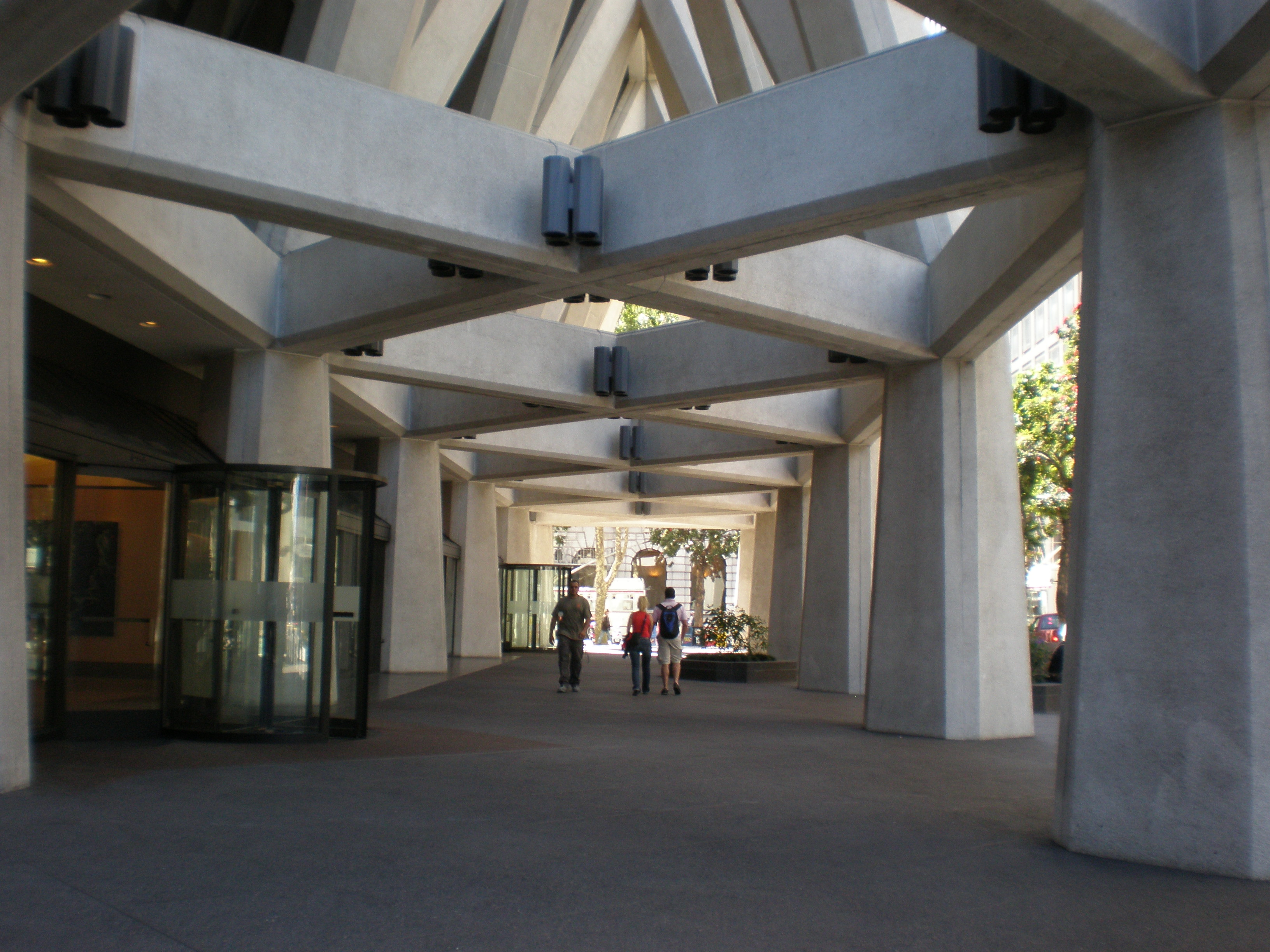
Una veduta del portico e dell'ingresso all'edificio

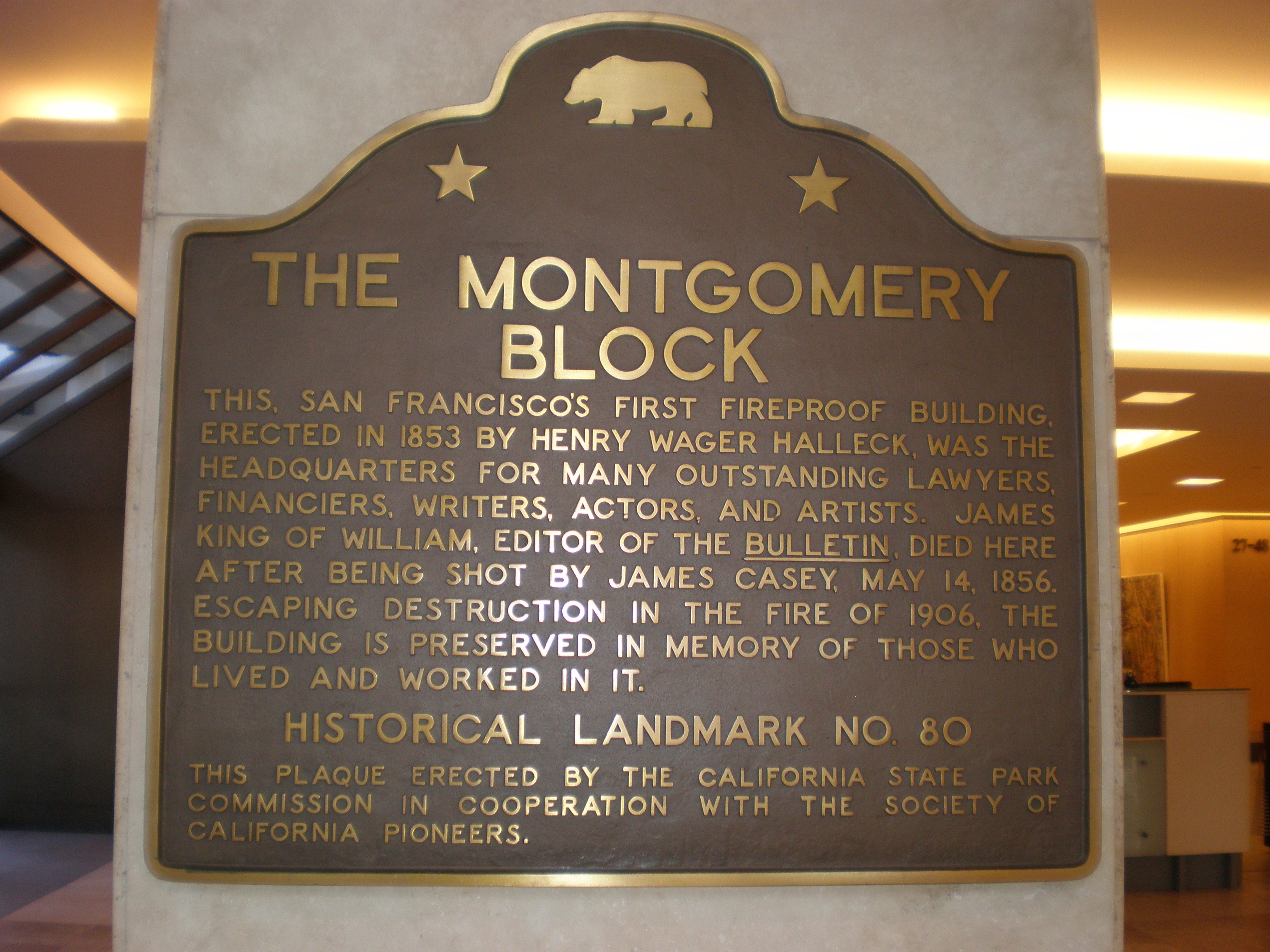
La targa commemorativa che ricorda il luogo in cui sorge l'edificio

La Transamerica Pyramid è il principale edificio del Transamerica Pyramid Center, costituito anche da un fabbricato più basso di circa venti piani e dal circostante Redwood Park che conta svariate piante ad alto fusto e oltre 2.000 m² di ampiezza. L'intero complesso sorge su un lotto regolare di terreno delimitato a nord dalla Washington Street, a sud dalla Clay Street, a est dal contestuale Redwood Park e dalla Sansome Street, a ovest dalla Montgomery Street, dove al civico 600 vi è l'ingresso principale della Transamerica Pyramid. Con il tempo l'edificio è diventato il punto di riferimento del Financial District di San Francisco.

### Caratteristiche progettuali
Il grattacielo è l'edificio più originale dell'intero complesso ed è immediatamente riconoscibile per la sua caratteristica morfologia piramidale a base quadrata che gli conferisce una linea slanciata, che culmina con una guglia rivestita in alluminio anodizzato. 
Con i suoi 48 piani raggiunge un’altezza complessiva di 260 metri dominando la Chinatown e il Financial District di San Francisco. Alla sua base vi sono gli ingressi principali che affacciano su un portico pedonale caratterizzato da una spessa travatura obliqua a vista che compone una complessa trama a traliccio; i prospetti laterali obliqui sono caratterizzati da un rivestimento chiaro in polvere di quarzo e da una relativa semplicità di forme che ospitano su tutta l’area sfruttabile dei quattro lati le ben 3.678 finestre quadrangolari. 
I due moduli parallelepipedi che sporgono vistosamente dal 27º piano in poi sono vele che contengono le trombe di quattro dei 18 ascensori che servono l’intera struttura. Su ciascuna delle loro sommità è presente una terrazza panoramica completamente vetrata, tuttavia entrambe non sono più aperte al pubblico dal 2001, bensì accessibili soltanto per un uso esclusivo degli occupanti dell'edificio.
Complessivamente l’edificio misura circa 49.000 m² e ospita una cinquantina di aziende, per un totale di circa 1.500 persone; a causa della sua forma rastremata l’area calpestabile dei piani varia con l’altezza, partendo dai 2.065 m² del 6º piano, fino ai soli 235 m² del 48º piano.
Il 48º e ultimo piano ospita un unico ambiente polifunzionale che vanta una vista panoramica a 360 gradi sulla città, esso è attrezzato per ospitare conferenze, pranzi di lavoro, ricevimenti ed eventi pubblici o privati.
La guglia, soprannominata crown jewel, è l’elemento più caratteristico dell’edificio. La sua struttura è costituita da un’ossatura di acciaio di 64,6 metri di altezza rivestita da griglie di alluminio fessurato, da cui traspare l’illuminazione notturna alimentata da sei proiettori da 1.000 Watt ciascuno installati all'interno, programmati per cambiare colore a seconda delle occasioni; sulla sommità della guglia è installato un ulteriore faro rosso da 1.000 Watt per la sicurezza aerea.

### Le peculiarità antisismiche
La sua caratteristica forma e alcuni altri dettagli strutturali non rappresentano soltanto semplici scelte stilistiche ma coniugano anche specifiche esigenze tecniche e statiche in funzione della resilienza agli intensi eventi sismici che da sempre interessano la zona. 
La forma rastremata, inoltre, consente di ridurre sensibilmente la resistenza all’aria e la zona d’ombra proiettata sull’area urbana, garantendo maggiore luminosità e flusso di aria all’ambiente circostante.
Le fondazioni dell’edificio sono poste a circa 16 metri di profondità e sono realizzate con una gettata unica di 16.000 m³ di cemento armato, su cui sono stati installati speciali dissuasori che consentono all’intera struttura di oscillare seguendo i movimenti del terreno in caso di terremoto, assorbendo il più possibile l’onda d’urto del sisma. 
Al piano stradale è presente una complessa struttura obliqua a traliccio che si estende al di fuori del perimetro dei prospetti sovrastanti e che occupa i primi sei piani dell'edificio; l'allargamento di questa struttura, appositamente progettata per resistere a carichi verticali, orizzontali e a eventuali movimenti torsionali dell’edificio, assicura un maggiore effetto stabilizzante e consente di ottenere la disponibilità di spazi aperti alla base grazie al sistema di elementi incrociati di cemento armato. Il resto della struttura portante è costituita da travi d’acciaio elettrosaldate e bullonate che garantiscono elasticità all’edificio.
Queste particolari caratteristiche progettuali si sono dimostrate efficaci durante il terremoto del 1989 che colpì San Francisco, quando alcune rilevazioni interne accertarono l'effettiva oscillazione dell'edificio pur senza riportare danni alla struttura.

## L'edificio nella cultura di massa
Data la sua caratteristica forma, il Transamerica Pyramid è facilmente riconoscibile in tutte le vedute panoramiche della città che appaiono in svariati film.
Nel film Zodiac viene mostrata la costruzione della torre in una breve sequenza in time-lapse.

## Note

Comparazione della Transamerica Pyramid con altri edifici piramidali